# 及川マツノ
及川 マツノ（おいかわ マツノ、1889年〈明治22年〉2月20日 - 2002年〈平成14年〉1月3日）は、長寿日本一であった岩手県の女性。

## 来歴
1889年、岩手県大船渡市に生まれる。
1918年から大船渡市内の自宅で旅館業を始める。夫利三郎との間には1男2女をもうけた。利三郎の死後は女手一つで子供たちを育てた。
1999年に110歳を迎えた。東北地方では最高齢となり、全国でも4番目の長寿者になった。同年9月には自宅に親族や増田知事などが集い、鶴があしらわれた銀杯などが贈られた。
109歳頃に風邪を引いたがその後も元気で、朝7時に起床し、夜9時に就寝の生活であった。2000年12月には入れ歯が喉に詰まり、一時呼吸停止するなど入院もしたが回復。2001年9月には親族が集まり、梅酒で乾杯するなど祝福した。2001年8月に長寿日本一になったが、当時は本郷かまとに次いで日本で2番目の長寿者とされた。2001年11月には大船渡市より特別表彰を受けた。
2002年1月3日午前2時、心不全のため自宅で死去。112歳没。当時は本郷かまとに次いで全国2位と報じられた。
2002年2月には遺族が大船渡市に寄付金を送り、それを元にして百十二基金を創設した。

## 人物
- 好物は梅酒、パン、フライドチキンなど[9]。特に梅酒は「健康の源」と評し、体調を崩しても欠かさず愛飲した[10][9]。112歳になっても医師からは「内蔵はまだ60代の若さ」と太鼓判を押された[3]。
- 3人の子どものほか、孫が7人、ひ孫が14人[注 1]いる[1]。毎年敬老の日になると孫やひ孫も駆けつけ、長寿を祝った[9]。
- 晩年は長男夫婦と暮らした[9][3]。来客の際には、座布団を出すよう家族に伝えるなど気配りに徹した[9]。